# Microcaecilia pricei
Espèce
Synonymes
- Gymnophis pricei Dunn, 1944
- Parvicaecilia pricei (Dunn, 1944)

Statut de conservation UICN

 LC  : Préoccupation mineure
Microcaecilia pricei est une espèce de gymnophiones de la famille des Siphonopidae.

## Répartition
Cette espèce est endémique du haut de la vallée du río Magdalena en Colombie. Elle se rencontre entre 200 et 2 000 m d'altitude dans les départements d'Antioquia, de Quindío et de Santander.

## Étymologie
Cette espèce est nommée en l'honneur de Wilfred Devereux Price.

## Publication originale
- Dunn, 1944 : Notes in Colombian herpetology, III. Caldasia, Bogotá, vol. 2, no 10, p. 473-474 (texte intégral).